# Beowulf (Tolkien)
Beowulf è una traduzione dall'inglese antico all'inglese moderno del poema epico della mitologia anglosassone Beowulf, fatta dallo scrittore e filologo J. R. R. Tolkien tra il 1920 e il 1926, con l'aggiunta di un lungo commento. Tale traduzione, completa di commento e di un testo aggiuntivo, il Racconto meraviglioso, è stata pubblicata a cura di Christopher Tolkien nel 2014.

## Contenuto
L'opera contiene:

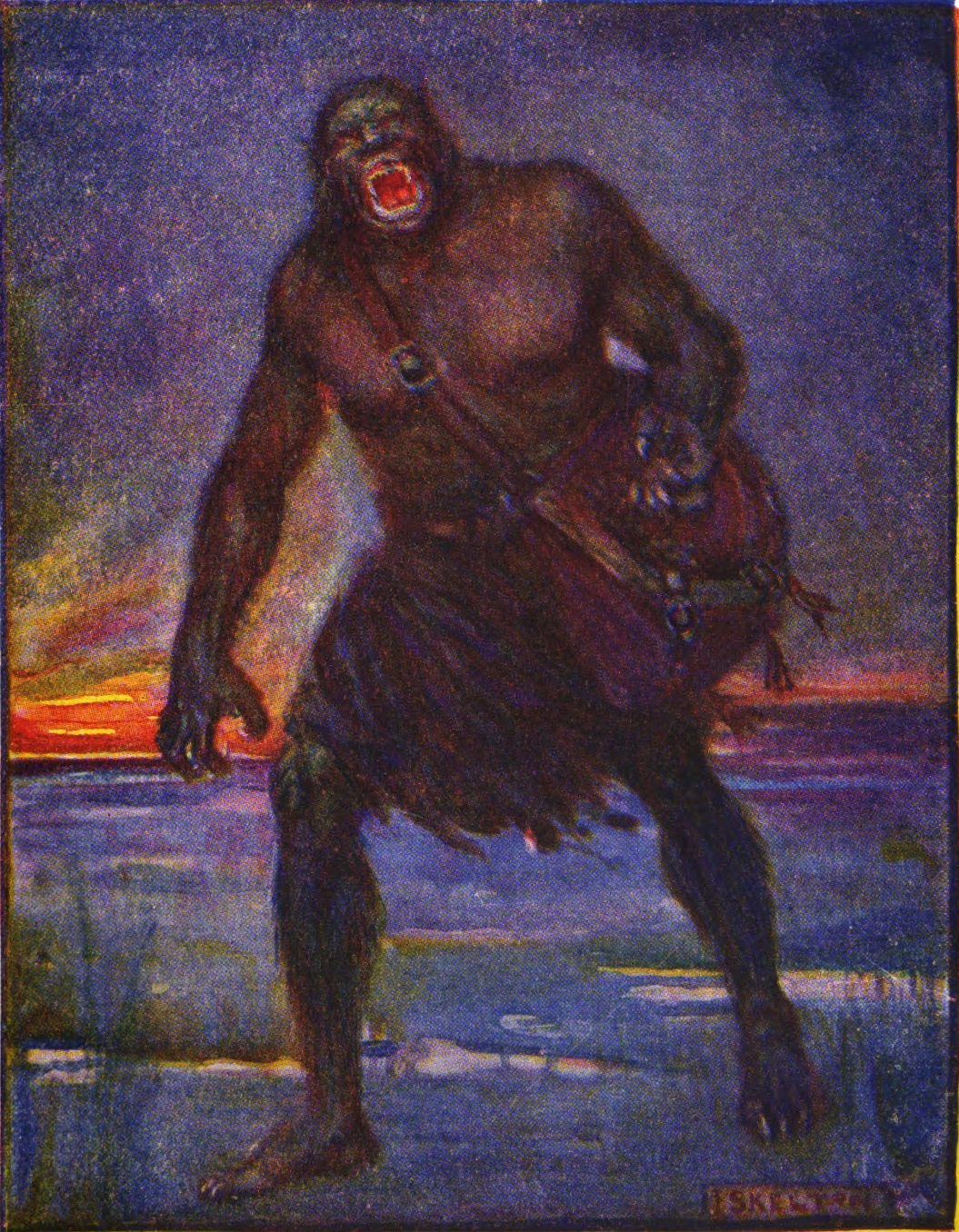
Grendel il mostro, in un'illustrazione a fumetti del 1908

1. La traduzione del Beowulf in inglese moderno effettuata da Tolkien a partire dall'originale in anglosassone, con la relativa traduzione in italiano.[1]
2. Il commento di Tolkien al testo da lui tradotto.[2]
3. Il Racconto meraviglioso, descritto da Tolkien come "un tentativo di ricostruire il racconto anglosassone che sta alla base dell'elemento focloristico del Beowulf".[3]
4. Un breve componimento poetico in due versioni, La canzone di Beowulf.[4]